# Passive Fernerkundungssysteme
Passive Fernerkundungssysteme nutzen Sensoren, welche natürlich vorhandene Strahlung aufzeichnen. Dies ist die von der Erdoberfläche reflektierte Sonnenstrahlung und die ausgesendete Wärmestrahlung der Erdoberfläche. Im einfachsten Fall handelt es sich bei den passiven Sensoren um Digitalkameras, auch das menschliche Auge funktioniert als passiver Sensor. Passive Sensoren können weite Bereiche des elektromagnetischen Spektrums auswerten. Aktive Fernerkundungssysteme senden im Gegensatz dazu selbst Strahlen aus und messen deren reflektierte Anteile. Trägersysteme für Fernerkundungssensoren sind beispielsweise Flugzeuge oder Satelliten.
Beispiele für passive Systeme sind:
- Messkameras und Luftbilder (für SW- oder Farbaufnahmen der Erdoberfläche)
- Multispektralscanner im reflexiven Spektralbereich (zur Erfassung der spektralen Reflexionseigenschaften)
- Wärmebild-Kameras im emittierten Spektralbereich (zur Erfassung der Oberflächentemperaturen)
- passive Mikrowellenradiometer (zur Erfassung von Bodenfeuchte und ozeanischem Salzgehalt).